# Apanthura pariensis
Apanthura pariensis är en kräftdjursart som beskrevs av Negoescu 1997. Apanthura pariensis ingår i släktet Apanthura och familjen Anthuridae. Inga underarter finns listade i Catalogue of Life.